# 渡辺博之
渡辺 博之（わたなべ ひろゆき、1921年1月1日 - 1990年10月2日）は、大阪府大阪市阿倍野区出身のプロ野球選手（外野手、内野手）・監督。

## 来歴・人物
旧制桃山中学校卒業後、同志社大学に進学し野球部に所属した。1941年と1942年春秋リーグ戦では関西六大学リーグ初優勝かつ4連覇（戦後まもなくの1946年春秋リーグ戦連覇で6連覇）に貢献するなどエースとして活躍。在学中に南海軍から入団の打診を受けるも拒否し、卒業後に応召を受ける。戦後は会社員として働くが、それから間もなく独立し、御堂筋に洋品雑貨の店を構えていた。これと並行してノンプロチーム「全大阪」に参加し、1946年から1948年まで3年連続で都市対抗に出場。チームは1947年に3位となっている。天王寺公園で行われる軟式野球にも参加し、活躍していた。
1949年末に大阪タイガースに二軍が新設されると、その監督に渡辺の旧友・森田忠勇が就任した縁から、同年12月24日に二軍要員として大阪タイガースに入団。渡辺はこの契約の時点で既に28歳で、年明けには29歳になる新人としては高齢での入団であった。入団にあたって、契約金を「1年預かっておいてくれ」と言って受け取らず、実際にまる1シーズン球団に預けたまま取りに来なかったという。1年目の1950年は当初は二軍であったものの、7月に一軍に昇格。まず、投手として登板するが1死も取れず4失点（自責点1）と結果が出ず、すぐに右翼手に転向。野手転向後は、4番・藤村富美男の後を打つ5番に定着し、打率.301、11本塁打、44打点の好成績を収めた。その後もクリーンアップを打つが、特に1954年は91打点を挙げ、杉山悟と共に打点王を獲得。なお、同年の本塁打数は7本であり、2リーグ制開始から現在に至るまでシーズン1桁本塁打で打点王を獲得したのは渡辺のみである。またこの年は、打率.353を記録して与那嶺要（.361）に続く打率2位につけ、ベストナインにも選ばれた。1955年も打率3割（.313）を打ち、2年連続でベストナインを獲得。
その後、1956年に一塁手に転向する。同年12月に発生した藤村排斥事件では、球団代表の田中義一派と言われ、反藤村にも親藤村にも与しなかったことで、逆に「カメレオン」とも言われるなど、チームメイトからの反発を買った。1957年までレギュラーとして活躍。藤本勝巳の台頭もあって、1958年2月に近鉄パールスへ金銭トレードで移籍し、2年目の1959年にはロン・ボトラと一塁手のレギュラーを争う。98試合に出場して30打点を記録するが、同年オフに38歳で現役を引退。
引退後は母校・同志社大学の講師となり、工学部助教授→教授を歴任。1961年からは野球部3代目監督に就任し、1973年春季は全勝優勝して全日本大学野球選手権大会に出場、秋季も明治神宮大会に出場して準優勝。1978年の神宮大会では見事18年目にして初優勝へと導くが、同年退任。教え子に久野剛司・笹本信二・田尾安志・島田芳明・中本茂樹などがおり、田尾には中日入団前の際に「ただ飯、ただ飲みはするな。自分のふんどしで相撲を取れ」と忠告したほか、「契約に引退後の就職先の保証などの付帯条件はつけるな。球団は野球選手として1年の契約をしてくれるだけだ。選手としてクビになったら、すんなりと帰ってこい」と言葉をかけた。指導の厳しさは広く知られ、朝晩の掃除でクモの糸一本でも残っていたら1週間は外出禁止であった。しかし、渡辺の薫陶を受けた選手は皆、良い就職先を得ていた。退任後の1984年1月1日には「首位打者へ燃える円熟のリードオフマン・田尾安志」（恒文社）を出版。
1990年10月2日、京都市内の自宅で妻と共に縊死。持病の心臓病の悪化と家庭内のトラブルを苦に心中したものとみられている。満69歳没。

## 選手としての特徴
170cmの小柄ながら、元気いっぱいで人気があった。一方で、打撃では冷静沈着で「投手経験から投手心理を読める」として、チャンスに強かった。

## 詳細情報

### 年度別打撃成績
| 年 度      | 球 団      | 試 合 | 打 席 | 打 数 | 得 点 | 安 打 | 二 塁 打 | 三 塁 打 | 本 塁 打 | 塁 打 | 打 点 | 盗 塁 | 盗 塁 死 | 犠 打 | 犠 飛 | 四 球 | 敬 遠 | 死 球 | 三 振 | 併 殺 打 | 打 率 | 出 塁 率 | 長 打 率 | O P S |
| ---------- | ---------- | ----- | ----- | ----- | ----- | ----- | -------- | -------- | -------- | ----- | ----- | ----- | -------- | ----- | ----- | ----- | ----- | ----- | ----- | -------- | ----- | -------- | -------- | ----- |
| 1950       | 阪神       | 66    | 255   | 226   | 47    | 68    | 13       | 1        | 11       | 116   | 44    | 8     | 1        | 2     | --    | 27    | --    | 0     | 22    | 7        | .301  | .375     | .513     | .889  |
| 1951       | 阪神       | 108   | 394   | 353   | 40    | 89    | 14       | 2        | 13       | 146   | 53    | 4     | 3        | 7     | --    | 33    | --    | 1     | 16    | 15       | .252  | .318     | .414     | .731  |
| 1952       | 阪神       | 116   | 390   | 350   | 44    | 91    | 15       | 0        | 5        | 121   | 61    | 2     | 2        | 0     | --    | 39    | --    | 1     | 15    | 11       | .260  | .336     | .346     | .682  |
| 1953       | 阪神       | 107   | 308   | 282   | 32    | 81    | 22       | 1        | 6        | 123   | 37    | 1     | 3        | 3     | --    | 22    | --    | 1     | 23    | 4        | .287  | .341     | .436     | .777  |
| 1954       | 阪神       | 129   | 542   | 482   | 68    | 170   | 21       | 4        | 7        | 220   | 91    | 30    | 6        | 5     | 3     | 51    | --    | 1     | 27    | 10       | .353  | .416     | .456     | .872  |
| 1955       | 阪神       | 126   | 512   | 460   | 56    | 144   | 13       | 0        | 5        | 172   | 54    | 12    | 9        | 6     | 9     | 36    | 1     | 1     | 30    | 20       | .313  | .364     | .374     | .738  |
| 1956       | 阪神       | 125   | 513   | 454   | 48    | 103   | 20       | 2        | 4        | 139   | 47    | 10    | 8        | 3     | 6     | 47    | 1     | 3     | 34    | 15       | .227  | .304     | .306     | .610  |
| 1957       | 阪神       | 104   | 351   | 316   | 34    | 81    | 9        | 0        | 1        | 93    | 30    | 9     | 5        | 3     | 3     | 27    | 0     | 2     | 27    | 10       | .256  | .319     | .294     | .613  |
| 1958       | 近鉄       | 40    | 117   | 107   | 2     | 16    | 1        | 0        | 0        | 17    | 6     | 0     | 2        | 1     | 0     | 9     | 0     | 0     | 15    | 3        | .150  | .216     | .159     | .374  |
| 1959       | 近鉄       | 98    | 266   | 248   | 12    | 53    | 6        | 1        | 2        | 67    | 30    | 0     | 1        | 1     | 2     | 15    | 0     | 0     | 36    | 8        | .214  | .259     | .270     | .529  |
| 通算：10年 | 通算：10年 | 1019  | 3648  | 3278  | 383   | 896   | 134      | 11       | 54       | 1214  | 453   | 76    | 40       | 31    | 23    | 306   | 2     | 10    | 245   | 103      | .273  | .337     | .370     | .708  |

- 各年度の太字はリーグ最高

### 年度別投手成績
| 年 度     | 球 団     | 登 板 | 先 発 | 完 投 | 完 封 | 無 四 球 | 勝 利 | 敗 戦 | セ 丨 ブ | ホ 丨 ル ド | 勝 率 | 打 者 | 投 球 回 | 被 安 打 | 被 本 塁 打 | 与 四 球 | 敬 遠 | 与 死 球 | 奪 三 振 | 暴 投 | ボ 丨 ク | 失 点 | 自 責 点 | 防 御 率 | W H I P |
| --------- | --------- | ----- | ----- | ----- | ----- | -------- | ----- | ----- | -------- | ----------- | ----- | ----- | -------- | -------- | ----------- | -------- | ----- | -------- | -------- | ----- | -------- | ----- | -------- | -------- | ------- |
| 1950      | 阪神      | 1     | 0     | 0     | 0     | 0        | 0     | 0     | --       | --          | ----  | 4     | 0.0      | 2        | 0           | 2        | --    | 0        | 0        | 0     | 0        | 4     | 1        | ----     | ----    |
| 通算：1年 | 通算：1年 | 1     | 0     | 0     | 0     | 0        | 0     | 0     | --       | --          | ----  | 4     | 0.0      | 2        | 0           | 2        | --    | 0        | 0        | 0     | 0        | 4     | 1        | ----     | ----    |

### タイトル
- 打点王：1回（1954年）

### 表彰
- ベストナイン：2回（外野手部門：1954年、1955年）

### 記録
その他の記録
- 1試合6安打：1954年5月26日、対名古屋ドラゴンズ戦 ※史上5人目、2リーグ制後最多タイ[9][10]
- オールスターゲーム出場：2回（1954年、1955年）

### 背番号
- 24（1950年 - 1957年）
- 8（1958年 - 1959年）